# Стефано Пиоли
Стефано Пиоли (на италиански: Stefano Pioli), роден на 20 октомври 1965 година в Парма, Италия, е бивш италиански професионален футболист, централен защитник, и настоящ треньор.

## Кариера

### Кариера като футболист
Пиоли прави дебюта си в професионалния футбол с екипа на Парма през 1982 година. Две години по-късно преминава в Ювентус. През 1987 година е трансфериран във Верона, където остава до 1989 година. След това за шест години играе във Фиорентина. През 1995 до 1996 година е част от отбора на Падуа. През сезон 1996–97 защитава цветовете на Пистоезе. През 1998 година приключва професионалната си кариера в третодивизионния Фиоренцуола.
Не успява да достигне до националния отбор.

### Кариера като треньор
От 1999 до 2003 г. тренира юношеските формации на Болоня и Киево. След като става шампион с Болоня в първенството при юношите, през 2003 г. е обявен за треньор на втородивизионния отбор Салернитана. Година по-късно става треньор на Модена.
През 2006 г. се завръща като треньор в родния си отбор – Парма. Остава на поста до 12 февруари 2007 г., когато е уволнен заради поражение с 0–3 от Рома.
През септември 2007 г. поема закъсалия в Серия Б отбор на Гросето. До края на сезон 2006–07 успява да спаси отбора от изпадане.
През сезон 2008–09 е треньор на Пиаченца.
От юли 2009 до юни 2010 г. е треньор на Сасуоло.
От юни 2010 до юни 2011 г. води Киево.
На 2 юни 2011 г. поема отбора на Палермо, начело на който обаче остава само три месеца.
През октомври 2011 г. е обявен за треньор на Болоня. През първите си два сезона успява да спаси отбора от изпадане, но на 8 януари 2014 г. подава оставка.
На 12 юни 2014 г. е обявено, че Пиоли ще бъде треньор на Лацио от сезон 2014–15. През първия си сезон успява да изведе отбора до трето място и бронзов медал в Серия А. Вторият му сезон начело на римските орли обаче е по-неуспешен, и на 3 април 2016 г. е уволнен след серия от слаби резултати.
На 8 ноември 2016 г. подписва договор за година и половина с Интер, заменяйки начело на нерадзурите Франк де Бур. Уволнен е на 10 май 2017 година поради слаби резултати.

## Трофеи

### Като футболист
Парма
- Серия Ц (1): 1983–84

Ювентус
- Шампион на Италия (1): 1985–86
- КЕШ (1): 1984–85
- Суперкупа на УЕФА (1): 1984
- Междуконтинентална купа (1): 1985

Фиорентина
- Серия Б (1): 1993–94